# Mount Wellington (Auckland)

Mount Wellington est une banlieue du secteur est de la cité d’Auckland, située dans l’Île du Nord de la Nouvelle-Zélande.

## Situation
Elle est localisée à 10 kilomètres au sud-est du centre de la cité d’Auckland
Elle est entourée par les banlieues de Stonefield, Tamaki, Panmure, Penrose, et Ellerslie, et par le fleuve Tamaki.

## Municipalités limitrophes
C’est le siège de la gare de gare de Panmure (en)

## Toponymie
La banlieue est dénommée d’après le pic volcanique, qui la surplombe: le mont Maungarei /Wellington (en).

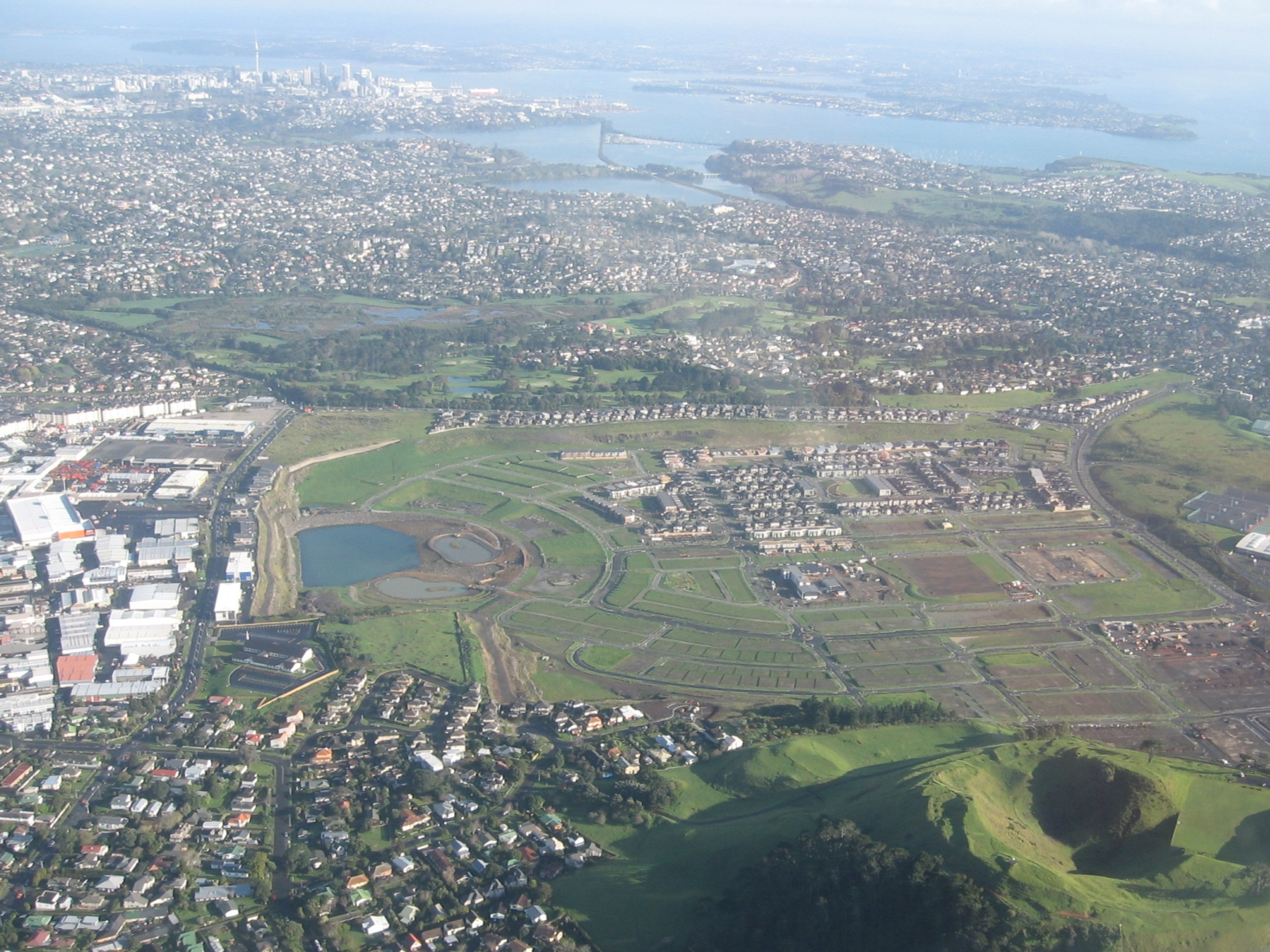
Subdivision de Stonefields et le Mont Wellington

Sylvia Park (en) est un important parc d’activité et de commerces, qui siège dans cette banlieue.

## Mont Maungarei
Maungarei / Mont Wellington (en) est un pic volcanique de 135 mètres de haut , qui fait partie du champ volcanique d'Auckland. 
C’est le plus jeune des volcans terrestres du champ volcanique d’Auckland, qui était en éruption précédemment, il y a environ 10.000 ans.
C’est le plus important cône de scories de la région d 'Auckland . 
Il n’est pas envisagé qu’il puisse entrer en éruption à nouveau.

## Éducation
- L’école  « Bailey Road School » est une école publique, mixte, assurant tout le primaire de l’année 1 à 8, avec un effectif de 418 élèves et avec un taux de décile de 3 [3].
- L’école « Stanhope Road School » est une école primaire, mixte, allant de l’année 1 à 8 avec un effectif de 495 élèves et un taux de décile de 4. Elle fut fondée en 1958 [4].
- L’école « Sylvia Park School » est une école primaire, publique, allant de l’année 1 à 8, avec un effectif de 248 élèves et un taux de décile de 2 [5].

## Autres lectures
- (en) Volcanoes of Auckland: The Essential guide - Hayward, B.W., Murdoch, G., Maitland, G.; Auckland University Press, 2011.